# Abrîkosove, Cetatea Albă
Abrîkosove (în ucraineană Абрикосове) este un sat în comuna Salhanî din raionul Cetatea Albă, regiunea Odesa, Ucraina.

## Demografie
Componența lingvistică a localității Abrîkosove
     Ucraineană (83,19%)
     Rusă (13,45%)
     Română (1,26%)
     Belarusă (1,26%)
     Alte limbi (0,84%)
Conform recensământului din 2001, majoritatea populației localității Abrîkosove era vorbitoare de ucraineană (83,19%), existând în minoritate și vorbitori de rusă (13,45%), română (1,26%) și belarusă (1,26%).